# Scooby-Doo! Adventures - La mappa del mistero
Scooby-Doo! Adventures - La mappa del mistero (Scooby-Doo! Adventures - The Mystery Map) è un film d'animazione con pupazzi del 2013, il primo basato sui personaggi di Scooby-Doo a essere stato realizzato con questa tecnica, ed è stato diretto da Jomac Noph. Il film è ambientato a Coolsville diversi elementi, fra cui l'aspetto dei pupazzi, lo ricollegano alla serie Il cucciolo Scooby-Doo.
Prodotto dalla Warner Bros. Animation, è stato distribuito negli Stati Uniti il 23 luglio 2013, mentre in Italia è andato in onda in prima TV su Boomerang il 13 maggio 2016.

## Trama
Una tranquilla serata nel quartier generale si trasforma in una sfrenata caccia al tesoro quando Scooby inciampa una misteriosa mappa rivendicata da un pappagallo fantasma.